# ARCA Menards Series West

Ehemaliges Logo der Camping-World-Serien

Die ARCA Menards Series West, 1954 gegründet als NASCAR Pacific Coast Late Model Series, ist eine Amateur-Stockcar-Rennserie der NASCAR, die größtenteils im Westen der USA ihre Rennen austrägt. Sie gehört zusammen mit der ARCA Menards Series East zu den Grand National Divisionen der NASCAR.

## Geschichte
Die Serie wurde im Jahre 1954 gegründet. Zur Zeit ihrer Gründung gab es im Westen der USA, in Gegensatz zum Osten, nur sehr wenige Stockcar-Veranstaltungen, daher diente die Serie talentierten Rennfahrern aus dem Westen der USA, die in den Rennen ihr Können zur Schau zu stellen konnten.

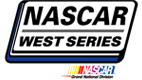
Ehemaliges Logo der Serie

Im Laufe der Jahre änderte die Serie mehrfach ihren Titel. Den ursprünglichen Titel NASCAR Pacific Coast Late Model Series trug die Serie von 1954 bis 1969. Danach firmierte sie unter NASCAR Grand National West (1970), NASCAR Winston West Series (1971–1993, 1995–2003), dazwischen 1994 unter NASCAR Winston Transcontinental Series. Den Titel NASCAR West Series trug die Serie 2004–2005 und 2007. 2006 trug sie die Bezeichnung NASCAR AutoZone West Series. 2008 und 2009 war sie unter dem Titel NASCAR Camping World West Series bekannt und von 2010 bis 2019 als NASCAR K&N Pro Series West. Seit 2020 trägt sie den Titel ARCA Menards Series West.
Im Jahre 2003 vereinheitlichte NASCAR die Reglements der NASCAR West Series und der NASCAR K&N Pro Series East(damals NASCAR Busch North Series). Seit der Saison 2004 durften die besten Piloten beider Serien am Toyota All-Star Showdown teilnehmen.
Im Jahre 2007 führte NASCAR einige Änderungen am Reglement durch. Alle Rennteams müssen den gleichen Motortyp verwenden. Außerdem wird ein verändertes Chassis verwendet. Die Änderungen wurden gemacht, um die Kosten zu senken und so auch kleineren Teams die Chance zu geben, in der Serie zu bestehen.
Für bekannte Fahrer wie Kevin Harvick, Brendan Gaughan und Derrike Cope war die NASCAR West Series eine der ersten Stationen ihrer Karriere. Kevin Harvick war im Jahre 1998 der Meister der Serie, Brendan Gaughan war es 2000 und 2001.

## Meister der Serie
| Saison | Meister           | Most Popular Driver | Rookie of the Year |
| ------ | ----------------- | ------------------- | ------------------ |
| 1954   | Lloyd Dane        | –                   | –                  |
| 1955   | Danny Letner      | –                   | –                  |
| 1956   | Lloyd Dane        | –                   | –                  |
| 1957   | Lloyd Dane        | –                   | –                  |
| 1958   | Eddie Gray        | –                   | –                  |
| 1959   | Bob Ross          | –                   | –                  |
| 1960   | Marvin Porter     | –                   | –                  |
| 1961   | Eddie Gray        | –                   | –                  |
| 1962   | Eddie Gray        | –                   | –                  |
| 1963   | Ron Hornaday Sr.  | –                   | –                  |
| 1964   | Ron Hornaday Sr.  | –                   | –                  |
| 1965   | Bill Amick        | Ray Elder           | –                  |
| 1966   | Jack McCoy        | Ray Elder           | –                  |
| 1967   | Scott Cain        | Marshall Sargent    | –                  |
| 1968   | Scott Cain        | Ray Elder           | –                  |
| 1969   | Ray Elder         | Ray Elder           | –                  |
| 1970   | Ray Elder         | Ray Elder           | –                  |
| 1971   | Ray Elder         | Ray Elder           | Dick Kranzler      |
| 1972   | Ray Elder         | Ray Elder           | Carl Adams         |
| 1973   | Jack McCoy        | Ray Elder           | Richard White      |
| 1974   | Ray Elder         | Ray Elder           | Markey James       |
| 1975   | Ray Elder         | Ray Elder           | Don Puskarich      |
| 1976   | Bill Schmitt      | Jim Insolo          | Gary Johnson       |
| 1977   | Bill Schmitt      | Chuck Bown          | Pat Mintey         |
| 1978   | Jim Insolo        | Jim Insolo          | Rick McCray        |
| 1979   | Bill Schmitt      | Jim Insolo          | Tim Williamson     |
| 1980   | Roy Smith         | David Pearson       | Don Waterman       |
| 1981   | Roy Smith         | Hershel McGriff     | Jim Bown           |
| 1982   | Roy Smith         | Hershel McGriff     | Jim Reich          |
| 1983   | Jim Robinson      | Hershel McGriff     | Ron Esau           |
| 1984   | Jim Robinson      | Hershel McGriff     | Derrike Cope       |
| 1985   | Jim Robinson      | Hershel McGriff     | Glen Steurer       |
| 1986   | Hershel McGriff   | Hershel McGriff     | Chad Little        |
| 1987   | Chad Little       | Hershel McGriff     | Roman Calczynski   |
| 1988   | Roy Smith         | Hershel McGriff     | Bob Howard         |
| 1989   | Bill Schmitt      | Hershel McGriff     | Bill Sedgwick      |
| 1990   | Bill Schmitt      | Hershel McGriff     | Mike Chase         |
| 1991   | Bill Sedgwick     | Hershel McGriff     | Billy Jac Shaw     |
| 1992   | Bill Sedgwick     | Hershel McGriff     | Rick Carelli       |
| 1993   | Rick Carelli      | Rick Carelli        | Dick Stephens      |
| 1994   | Mike Chase        | Ron Hornaday Jr.    | Doug George        |
| 1995   | Doug George       | Ernie Cope          | Ernie Cope         |
| 1996   | Lance Hooper      | Larry Gunselman     | Lance Hooper       |
| 1997   | Butch Gilliland   | Butch Gilliland     | Gary Smith         |
| 1998   | Kevin Harvick     | Scott Gaylord       | Austin Cameron     |
| 1999   | Sean Woodside     | Butch Gilliland     | Jason Small        |
| 2000   | Brendan Gaughan   | Mike Duncan         | –                  |
| 2001   | Brendan Gaughan   | Mark Reed           | –                  |
| 2002   | Eric Norris       | Mike David          | –                  |
| 2003   | Scott Lynch       | Scott Lynch         | –                  |
| 2004   | Mike Duncan       | –                   | –                  |
| 2005   | Mike Duncan       | Andrew Myers        | Sarah Fisher       |
| 2006   | Eric Holmes       | Peyton Sellers      | Austin Cameron     |
| 2007   | Mike David        | Mike Duncan         | Jason Bowles       |
| 2008   | Eric Holmes       | Jeff Barkshire      | Moses Smith        |
| 2009   | Jason Bowles      | Paulie Harraka      | Moses Smith        |
| 2010   | Eric Holmes       | Luis Martinez, Jr.  | Moses Smith        |
| 2011   | Greg Pursley      | Dylan Kwasniewski   | Moses Smith        |
| 2012   | Dylan Kwasniewski | Austin Dyne         | Cassie Gannis      |
| 2013   | Derek Thorn       | Dylan Lupton        | Cameron Hayley     |
| 2014   | Greg Pursley      | James Bickford      | Brandon McReynolds |
| 2015   | Chris Eggleston   | Noah Gragson        | Nicole Behar       |
| 2016   | Todd Gilliland    | Salvatore Iovino    | Todd Gilliland     |
| 2017   | Todd Gilliland    | Nicht verliehen     | Derek Kraus        |
| 2018   | Derek Thorn       | Nicht verliehen     | Hailie Deegan      |
| 2019   | Derek Kraus       | Nicht verliehen     | Jagger Jones       |
| 2020   | Jesse Love        | Nicht verliehen     | Jesse Love         |
| 2021   | Jesse Love        | Nicht verliehen     | Jake Drew          |
| 2022   | Jake Drew         | Nicht verliehen     | Tanner Reif        |
| 2023   | Sean Hingorani    | Nicht verliehen     | Sean Hingorani     |
| 2024   | Sean Hingorani    | Nicht verliehen     | Eric Johnson Jr.   |